# Bedias, Texas
Bedias là một thành phố thuộc quận Grimes, tiểu bang Texas, Hoa Kỳ. Năm 2010, dân số của xã này là 443 người.

## Dân số
- Dân số năm 2000: người.
- Dân số năm 2010: 443 người.